# فهرست نویسندگان سده بیستم میلادی فرانسه

## سال‌های ۱۹۰۰ تا ۱۹۰۹ میلادی
- لوئی بروکیه، (۱۹۷۶–۱۹۰۰)، نویسنده و شاعر
- آنتوان دو سنت‌اگزوپری، (۱۹۴۴–۱۹۰۰)، نویسنده، شاعر و خلبان
- روبر دسنوس، (۱۹۴۵–۱۹۰۰)، شاعر
- آندره شامسون، (۱۹۸۳–۱۹۰۰)، رمان‌نویس
- آندره دوتل، (۱۹۹۱–۱۹۰۰)، نویسنده و فیلم‌نامه‌نویس
- ژولین گرین، (۱۹۹۸–۱۹۰۰)، نویسنده
- آمادو آمپاته با، (۱۹۹۱–۱۹۰۰/۱۹۰۱)، نویسنده و نژادشناس
- ژرژ لمبور، (۱۹۷۰–۱۹۰۰)، نویسنده و شاعر
- ژاک پرور، (۱۹۷۷–۱۹۰۰)، فیلم‌نامه‌نویس و شاعر
- ناتالی ساروت، (۱۹۹۹–۱۹۰۰)، نویسنده، رمان‌نویس و نمایش‌پرداز
- سوزان لیلار، (۱۹۹۲–۱۹۰۱)، نمایش‌پرداز و رمان‌نویس
- کلود اولین، (۱۹۹۲–۱۹۰۱)، نویسنده و شاعر
- ژان-ژوزف راباریولو، (۱۹۳۷–۱۹۰۱)، شاعر
- ژان پروو، (۱۹۴۴–۱۹۰۱)، نویسنده و روزنامه‌نگار
- دانیل-روپ، (۱۹۶۵–۱۹۰۱)، نویسنده و تاریخ‌نگار
- ژان گیتون، (۱۹۹۹–۱۹۰۱)، فیلسوف و نویسنده
- لانسا دل واستو، (۱۹۸۱–۱۹۰۱)، فیلسوف و شاعر
- شارل لکوک، (۱۹۲۲–۱۹۰۱)، شاعر
- میشل لیریس، (۱۹۹۰–۱۹۰۱)، نویسنده، شاعر و نژادشناس
- آندره مالرو، (۱۹۷۶–۱۹۰۱)، نویسنده و سیاست‌مدار
- الکساندر ویالات، (۱۹۷۱–۱۹۰۱)، نویسنده
- مارسل امه، (۱۹۶۷–۱۹۰۲)، نویسنده، نمایش‌پرداز و داستان کوتاه‌نویس
- ملکم دو شازال، (۱۹۸۱–۱۹۰۲)، شاعر، نویسنده و نقاش
- ژولین تورما، (۱۹۳۳–۱۹۰۲)، نویسنده، نمایش‌پرداز و شاعر
- لوئیز دو ویلمورن، (۱۹۶۹–۱۹۰۲)، نویسنده
- ژان برولر، (۱۹۹۱–۱۹۰۲)، تصویرگر و نویسنده
- ژان تاردیو، (۱۹۹۵–۱۹۰۳)، نویسنده و شاعر
- ریمون رادیگه، (۱۹۲۳–۱۹۰۳)، نویسنده
- لوسین رباته، (۱۹۷۲–۱۹۰۳)، نویسنده، روزنامه‌نگار و منتقد موسیقی
- ایرن نمیروفسکی، (۱۹۴۲–۱۹۰۳)، رمان‌نویس
- ژان فولن، (۱۹۷۱–۱۹۰۳)، نویسنده و شاعر
- ژرژ سیمنون، (۱۹۸۹–۱۹۰۳)، نویسنده
- ریمون کنو، (۱۹۷۶–۱۹۰۳)، رمان‌نویس، شاعر و نمایش‌پرداز
- مارگریت یورسنار، (۱۹۸۷–۱۹۰۳)، نویسنده، شاعر و مترجم
- الا مایار، (۱۹۹۷–۱۹۰۳)، نویسنده و عکاس
- ژیلبر للی، (۱۹۸۵–۱۹۰۴)، شاعر
- گی لوی مانو، (۱۹۸۰–۱۹۰۴)، شاعر، مترجم و ناشر
- ژان‌پل سارتر، (۱۹۸۰–۱۹۰۵)، نویسنده، فیلسوف، نمایش‌پرداز، رمان‌نویس و داستان کوتاه‌نویس
- ژرژ شه‌آده، (۱۹۸۹–۱۹۰۵)، شاعر و نویسنده
- لوئی اسکوتنر، (۱۹۸۷–۱۹۰۵)، نویسنده و شاعر
- ژان آمروش، (۱۹۶۲–۱۹۰۶)، شاعر و روزنامه‌نگار
- ساموئل بکت، (۱۹۸۹–۱۹۰۶)، نویسنده، شاعر و نمایش‌پرداز
- مادلین بوردوکس، (۱۹۹۶–۱۹۰۶)، نویسنده
- آنری شاریر، (۱۹۷۳–۱۹۰۶)، نویسنده
- شارل اکسبرایا، (۱۹۸۹–۱۹۰۶)، نویسنده
- روژه فریزون-روشه، (۱۹۹۹–۱۹۰۶)، نویسنده
- موریس فومبور، (۱۹۸۱–۱۹۰۶)، نویسنده و شاعر
- رنه اوئیگ، (۱۹۹۷–۱۹۰۶)، نویسنده و استاد دانشگاه
- ایرن آموار، (۱۹۹۴–۱۹۰۶)، شاعر و رمان‌نویس
- پیر مولن، (۲۰۰۰–۱۹۰۶)، نویسنده
- موریس ساک، (۱۹۴۵–۱۹۰۶)، نویسنده
- ریمون آبلیو، (۱۹۸۶–۱۹۰۷)، نویسنده و فیلسوف
- موریس بلانشو، (۲۰۰۳–۱۹۰۷)، رمان‌نویس و منتقد ادبی
- رنه شار، (۱۹۸۸–۱۹۰۷)، شاعر
- آندره فرنو، (۱۹۹۳–۱۹۰۷)، شاعر
- پل گادن، (۱۹۵۶–۱۹۰۷)، نویسنده
- روژه ژیلبر-لکونت، (۱۹۴۳–۱۹۰۷)، شاعر
- لوئی گیوم، (۱۹۷۱–۱۹۰۷)، نویسنده و شاعر
- اوژن گییویک، (۱۹۹۷–۱۹۰۷)، شاعر
- ویولت لدوک، (۱۹۷۲–۱۹۰۷)، رمان‌نویس
- روژه پیرفیت، (۲۰۰۰–۱۹۰۷)، نویسنده و دیپلمات
- ژول روا، (۲۰۰۰–۱۹۰۷)، نویسنده
- روژه ویان، (۱۹۶۵–۱۹۰۷)، رمان‌نویس، نمایش‌پرداز، روزنامه‌نگار و فیلم‌نامه‌نویس
- رنه دومال، (۱۹۴۴–۱۹۰۸)، شاعر، منتقد ادبی، نویسنده و نمایش‌پرداز
- سیمون دو بووار، (۱۹۸۶–۱۹۰۸)، فیلسوف و رمان‌نویس
- روبر مرل، (۲۰۰۴–۱۹۰۸)، نویسنده
- سیمون وی، (۱۹۴۳–۱۹۰۹)، فیلسوف
- روبر برازییاک، (۱۹۴۵–۱۹۰۹)، نویسنده، روزنامه‌نگار و منتقد فیلم
- گابریل روا، (۱۹۸۳–۱۹۰۹)، نویسنده
- آندره پیر دو ماندیارگه، (۱۹۹۱–۱۹۰۹)، نویسنده
- لئو ماله، (۱۹۹۶–۱۹۰۹)، نویسنده
- ژان دوستا، (۱۹۹۳–۱۹۰۹)، نویسنده و تاریخ‌نگار
- ژان گولمیه، (۱۹۹۷–۱۹۰۵)، استاد دانشگاه و نویسنده

## سال‌های ۱۹۱۰ تا ۱۹۱۹ میلادی
- ژان آنوئیل، (۱۹۸۷–۱۹۱۰)، نمایش‌پرداز و فیلم‌نامه‌نویس
- ژان ژنه، (۱۹۸۶–۱۹۱۰)، نویسنده، شاعر و نمایش‌نامه‌نویس
- ژولین گراک، (۲۰۰۷–۱۹۱۰)، نویسنده
- پل گوت، (۱۹۹۷–۱۹۱۰)، رمان‌نویس، روزنامه‌نگار و نمایش‌پرداز
- ژان-لوئی بونکور، (۱۹۹۷–۱۹۱۱)، ادبیات‌شناس و کمدین
- آندره آردله، (۱۹۷۴–۱۹۱۱)، نویسنده
- پاتریس دو لا تور دو پن، (۱۹۷۵–۱۹۱۱)، شاعر
- رنه بارژاول، (۱۹۸۵–۱۹۱۱)، رمان‌نویس، داستان کوتاه‌نویس و روزنامه‌نگار
- گی دکار، (۱۹۹۳–۱۹۱۱)، نویسنده
- هروه بازن، (۱۹۹۶–۱۹۱۱)، نویسنده
- ژان کیرول، (۲۰۰۵–۱۹۱۱)، شاعر، رمان‌نویس و ناشر
- آرمل گرن، (۱۹۸۰–۱۹۱۱)، شاعر و مترجم
- آنری ترویا، (۲۰۰۷–۱۹۱۱)، نویسنده
- رافائل تاردون، (۱۹۶۷–۱۹۱۱)، نویسنده و شاعر
- پیر بول، (۱۹۹۴–۱۹۱۲)، نویسنده، رمان‌نویس و فیلم‌نامه‌نویس
- ژاک دو بوربون بوسه، (۲۰۰۱–۱۹۱۲)، نویسنده و دیپلمات
- لئون-گونتران داماس، (۱۹۷۸–۱۹۱۲)، نویسنده، شاعر و سیاست‌مدار
- روژه ایکور، (۱۹۸۶–۱۹۱۲)، رمان‌نویس
- اوژن یونسکو، (۱۹۹۴–۱۹۱۲)، نمایش‌پرداز و نویسنده
- ادمون ژابه، (۱۹۹۱–۱۹۱۲)، نویسنده و شاعر
- ژان لسکور، (۲۰۰۵–۱۹۱۲)، نویسنده، شاعر و فیلم‌نامه‌نویس
- آرمان روبن، (۱۹۶۱–۱۹۱۲)، نویسنده، مترجم، روزنامه‌نگار و مجری رادیو
- تائو آمروش، (۱۹۷۶–۱۹۱۳)، نویسنده
- آنری بوشو، (-۱۹۱۳)، شاعر، رمان‌نویس، نمایش‌پرداز و روان‌شناس
- آلبر کامو، (۱۹۶۰–۱۹۱۳)، رمان‌نویس، نمایش‌پرداز و فیلسوف
- امه سزر، (۲۰۰۸–۱۹۱۳)، شاعر و سیاست‌مدار
- ژیلبر سسبورن، (۱۹۷۹–۱۹۱۳)، نویسنده
- موریس کولن، (۱۹۹۹–۱۹۱۳)، نویسنده و مترجم
- آلبر کوسری، (۲۰۰۸–۱۹۱۳)، نویسنده
- پیر دانینو، (۲۰۰۵–۱۹۱۳)، نویسنده و طنزپرداز
- لوک دیتریش، (۱۹۴۴–۱۹۱۳)، نویسنده
- مولود فرعون، (۱۹۶۲–۱۹۱۳)، نویسنده
- آرمان لانو، (۱۹۸۳–۱۹۱۳)، نویسنده
- فلسین مارسو، (۲۰۱۲–۱۹۱۳)، نمایش‌نامه‌نویس، رمان‌نویس و فیلم‌نامه‌نویس
- دومینیک رولن، (-۱۹۱۳)، نویسنده
- کلود سیمون، (۲۰۰۵–۱۹۱۳)، رمان‌نویس
- بئاتریکس بک، (۲۰۰۸–۱۹۱۴)، نویسنده
- لوسین بودار، (۱۹۹۸–۱۹۱۴)، نویسنده و روزنامه‌نگار
- ژرژ-امانوئل کلانسیه، (-۱۹۱۴)، نویسنده و شاعر
- خولیو کورتاسار، (۱۹۸۴–۱۹۱۴)، نویسنده و رمان‌نویس
- مارگریت دوراس، (۱۹۹۶–۱۹۱۴)، نویسنده، رمان‌نویس، نمایش‌پرداز و فیلم‌نامه‌نویس
- رومن گاری، (۱۹۸۰–۱۹۱۴)، نویسنده و دیپلمات
- روژه رابینیو، (۱۹۸۶–۱۹۱۴)، نویسنده و شاعر
- روبر ریوس، (۱۹۴۴–۱۹۱۴)، نویسنده و شاعر
- پام فن کی، (۱۹۹۲–۱۹۱۴)، نویسنده
- ژان آنگلاد، (-۱۹۱۵)، نویسنده
- احمد سفریوی، (۲۰۰۴–۱۹۱۵)، نویسنده
- کنستانتین ویرژیل گئورگیو، (۱۹۹۲–۱۹۱۶)، نویسنده
- آن ابر، (۲۰۰۰–۱۹۱۶)، نویسنده، شاعر و فیلم‌نامه‌نویس
- پل مورل، (۲۰۰۷–۱۹۱۷)، نویسنده و روزنامه‌نگار
- مولود مامری، (۱۹۸۹–۱۹۱۷)، نویسنده، شاعر و انسان‌شناس
- ژان-لوئی کورتی، (۱۹۹۵–۱۹۱۷)، رمان‌نویس
- موریس دروئون، (۲۰۰۹–۱۹۱۸)، نویسنده و سیاست‌مدار
- لوئی-رنه دفورت، (۲۰۰۰–۱۹۱۸)، نویسنده
- آلن بوسکه، (۱۹۹۸–۱۹۱۹)، شاعر و نویسنده
- میشل دئون، (-۱۹۱۹)، نویسنده، نمایش‌پرداز و استاد دانشگاه
- پیر گامارا، (۲۰۰۹–۱۹۱۹)، نویسنده
- ژاک لورن، (۲۰۰۰–۱۹۱۹)، رمان‌نویس و روزنامه‌نگار
- مارک پاتن، (۱۹۴۴–۱۹۱۹)، نویسنده و شاعر
- روبر پنژه، (۱۹۹۷–۱۹۱۹)، رمان‌نویس و نمایش‌نامه‌نویس
- آرمان توپه، (۲۰۰۶–۱۹۱۹)، نویسنده

## سال‌های ۱۹۲۰ تا ۱۹۲۹ میلادی
- فرانسوا اوژیرا، (۱۹۷۱–۱۹۲۵)، نویسنده و هنرمند
- ژان-فرانسوا شابرون، (۱۹۹۷–۱۹۲۰)، نویسنده، شاعر، روزنامه‌نگار و منتقد هنری
- امیل دانوئن، (۱۹۹۹–۱۹۲۰)، نویسنده
- بوریس ویان، (۱۹۵۹–۱۹۲۰)، نویسنده، شاعر، ترانه‌سرا، خواننده، موسیقی‌دان، نقاش و آهنگساز
- آلبر ممی، (-۱۹۲۰)، نویسنده و مقاله‌نویس
- فرانسین دو سلو، (۲۰۰۲–۱۹۲۰)، نویسنده
- گابریل ویتکوپ، (۲۰۰۲–۱۹۲۰)، نویسنده
- محمد دیب، (۲۰۰۳–۱۹۲۰)، نویسنده، شاعر، رمان‌نویس و نمایش‌نامه‌نویس
- ژان پلگری، (۲۰۰۳–۱۹۲۰)، شاعر و رمان‌نویس
- فرانسواز دوبون، (۲۰۰۵–۱۹۲۰)، نویسنده
- ژان-پیر شاربول، (۲۰۰۱–۱۹۲۰)، نویسنده
- آندره شدید، (۲۰۱۱–۱۹۲۰)، نویسنده و شاعر
- ژان-شارل پیشون، (۲۰۰۶–۱۹۲۰)، نویسنده، شاعر، نمایش‌نامه‌نویس، فیلسوف و ریاضی‌دان
- فردریک دار، (۲۰۰۰–۱۹۲۱)، رمان‌نویس
- لورانس ایشه، (۲۰۰۷–۱۹۲۱)، شاعر
- ژرال نوو، (۱۹۶۰–۱۹۲۱)، شاعر
- ژان لاکوتور، (-۱۹۲۱)، نویسنده، روزنامه‌نگار و تاریخ‌نگار
- فردریک ژاک تامپل، (-۱۹۲۱)، نویسنده و شاعر
- روژه بوسینو، (۲۰۰۱–۱۹۲۱)، نویسنده، منتقد، تاریخ‌نگار و کارگردان
- آنتوان بلوندن، (۱۹۹۰–۱۹۲۲)، روزنامه‌نگار و رمان‌نویس
- ژان-شارل، (۲۰۰۳–۱۹۲۲)، نویسنده
- ژان-کلود رنار، (-۱۹۲۲)، نویسنده و شاعر
- کلود اولیه، (-۱۹۲۲)، نویسنده
- آلن رب‌گریه، (۲۰۰۸–۱۹۲۲)،
- استفان وول، (۲۰۰۳–۱۹۲۲)، داستان‌نویس
- فردریک کیزل، (۲۰۰۷–۱۹۲۳)، نویسنده، شاعر و روزنامه‌نگار
- ایو بونفوا، (-۱۹۲۳)، شاعر و مترجم
- روژه فولون، (۲۰۰۸–۱۹۲۳)، نویسنده
- ژرژ پرو، (۱۹۷۸–۱۹۲۳)، نویسنده
- روبر ساباتیه، (۱۹۲۳–۱۹۲۳)، رمان‌نویس
- عثمان سمبن، (۲۰۰۷–۱۹۲۳)، نویسنده، بازیگر و نمایش‌نامه‌نویس
- پترو دومیتریو، (۲۰۰۲–۱۹۲۴)، نویسنده
- فرانسوا اوژیرا، (۱۹۷۱–۱۹۲۵)، نویسنده و هنرمند
- آلفونس بودار، (۲۰۰۰–۱۹۲۵)، رمان‌نویس و فیلم‌نامه‌نویس
- فرانتس فانون، (۱۹۶۱–۱۹۲۵)،
- فیلیپ ژاکوته، (-۱۹۲۵)، شاعر و مترجم
- روژه نیمیه، (۱۹۶۲–۱۹۲۵)، رمان‌نویس، روزنامه‌نگار و منتقد ادبی
- ژان دورمسون، (-۱۹۲۵)، رمان‌نویس و روزنامه‌نگار
- میشل بوتور، (۱۹۲۶–۱۹۲۶)، شاعر، رمان‌نویس و مقاله‌نویس
- ادریس شرایبی، (۲۰۰۷–۱۹۲۶)، نویسنده
- میشل فوکو، (۱۹۸۴–۱۹۲۶)،
- ژان سناک، (۱۹۷۳–۱۹۲۶)، شاعر
- رنه فاله، (۱۹۸۳–۱۹۲۷)، رمان‌نویس و فیلم‌نامه‌نویس
- ژاک دوپن، (-۱۹۲۷)، شاعر و مقاله‌نویس
- احمدو کوروما، (۲۰۰۳–۱۹۲۷)، نویسنده
- فرانسوا نوریسیه، (۲۰۱۱–۱۹۲۷)، نویسنده
- ادوار گلیسان، (۲۰۱۱–۱۹۲۸)، نویسنده، شاعر و مقاله‌نویس
- پیر شوئندورفر، (۲۰۱۲–۱۹۲۸)، رمان‌نویس، کارگردان و مقاله‌نویس
- آندره شوارتس-بارت، (-۱۹۲۸)، نویسنده
- شیخ حمیدو کان، (-۱۹۲۸)، نویسنده
- اوبر آکن، (۱۹۷۷–۱۹۲۹)، نویسنده
- ماریاما با، (۱۹۸۱–۱۹۲۹)، نویسنده
- نیکولا بوویه، (۱۹۹۸–۱۹۲۹)، نویسنده و عکاس
- فراسوا شنگ، (-۱۹۲۹)، نویسنده، شاعر، مقاله‌نویس، مترجم، محقق و خطاط
- میلان کوندرا، (۱۹۲۹–۱۹۲۹)،
- برتران پوارو-دلپش، (۲۰۰۶–۱۹۲۹)، رمان‌نویس، روزنامه‌نگار و مقاله‌نویس
- کاتب یاسین، (۱۹۸۹–۱۹۲۹)، نویسنده

## سال‌های ۱۹۳۰ تا ۱۹۳۹ میلادی
- دومینیک زاردی، (۲۰۰۹–۱۹۳۰)، نویسنده و هنرپیشه
- فرانسواز ماله-ژوریس، (-۱۹۳۰)، رمان‌نویس و نویسنده
- ژان برتون، (۲۰۰۶–۱۹۳۰)، نویسنده و شاعر
- فیلیپ بوایه، (-۱۹۳۱)، نویسنده
- ژیل پرو، (-۱۹۳۱)، نویسنده و روزنامه‌نگار
- سباستین ژاپریسو، (۲۰۰۳–۱۹۳۱)، رمان‌نویس، فیلم‌نامه‌نویس، کارگردان و مترجم
- جک تیولوا، (۱۹۹۶–۱۹۳۱)، نویسنده و رمان‌نویس
- فردریک تریستان، (-۱۹۳۱)، نویسنده و شاعر
- ژوزف ژوفو، (-۱۹۳۱)، نویسنده و رمان‌نویس
- فرناندو آرابال، (-۱۹۳۲)، شاعر، رمان‌نویس و نمایش‌پرداز
- مونگو بتی، (۲۰۰۱–۱۹۳۲)، نویسنده
- کلود پوژاد-رنو، (-۱۹۳۲)، نویسنده
- ژاک گودبو، (-۱۹۳۳)، رمان‌نویس، شاعر، نمایش‌پرداز و نویسنده
- زغلول مورسی، (-۱۹۳۳)، نویسنده و شاعر
- آلن آمسلک، (-۱۹۳۴)، روانکاو، فیلسوف و نویسنده
- رنه-ویکتور پیل، (-۱۹۳۴)، نویسنده و رمان‌نویس
- لیونل ری، (-۱۹۳۵)، شاعر و مقاله‌نویس
- آگوتا کریستف، (-۱۹۳۵)، نویسنده، شاعر، رمان‌نویس و نمایش‌پرداز
- کلود استبان، (۲۰۰۶–۱۹۳۵)، شاعر
- سیمون له، (-۱۹۳۵)، نویسنده، مقاله‌نویس و منتقد ادبی
- فرانسواز ساگان، (۲۰۰۴–۱۹۳۵)، نویسنده
- دانیل زیمرمان، (۲۰۰۰–۱۹۳۵)، نویسنده، استاد دانشگاه و ویراستار
- فرانکتین، (-۱۹۳۶)، شاعر، نمایش‌پرداز، نقاش، موسیقی‌دان و خواننده
- ماری روانه، (-۱۹۳۶)، نژادشناس، نویسنده و خواننده
- فیلیپ سول، (-۱۹۳۶)، نویسنده
- ژاک بلفروا، (-۱۹۳۶)، نویسنده
- آسیه جبار، (-۱۹۳۶)، نویسنده، شاعر و استاد دانشگاه
- ژان-ادرن الیه، (۱۹۹۷–۱۹۳۶)، نویسنده، روزنامه‌نگار، منتقد ادبی و مجری تلویزیون
- دومینیک ژامه، (-۱۹۳۶)، روزنامه‌نگار و نویسنده
- ژرژ پرک، (۱۹۸۲–۱۹۳۶)، رمان‌نویس و طراح
- مارک آلن، (-۱۹۳۷)، شاعر ونویسنده
- ژانی بواسار، (-۱۹۳۷)، رمان‌نویس
- ماریز کنده، (-۱۹۳۷)، نویسنده
- کنراد دتره، (۱۹۸۵–۱۹۳۷)، نویسنده
- ونوس خوری-غاتا، (-۱۹۳۷)، نویسنده
- ژان متلو، (-۱۹۳۷)، شاعر، رمان‌نویس، نمایش‌پرداز و مقاله‌نویس
- پیر بیلون، (-۱۹۳۷)، نویسنده
- آندره برونن، (۱۹۹۳–۱۹۳۷)، شاعر
- سیمون شوارتس-بارت، (-۱۹۳۸)، نویسنده
- ژان-لوئی مونو، (۱۹۳۸–۱۹۳۸)، نویسنده و منتقد هنری
- ماری-کلر بله، (-۱۹۳۹)، نویسنده
- ژان-پیر دستوئلی، (-۱۹۳۹)، شاعر، نویسنده و منتقد ادبی
- پیر مرتن، (-۱۹۳۹)، نویسنده و منتقد ادبی

## سال‌های ۱۹۴۰ تا ۱۹۴۹ میلادی
- آنی ارنو، (-۱۹۴۰)، نویسنده و استاد دانشگاه
- ژان ماری گوستاو لوکلزیو، (-۱۹۴۰)، رمان‌نویس و مقاله‌نویس
- پیر کومبسکو، (-۱۹۴۰)، نویسنده و روزنامه‌نگار
- نبیل فارس، (-۱۹۴۰)، نویسنده و شاعر
- امیل اولیویه، (۲۰۰۲–۱۹۴۰)، نویسنده
- یامبو اوئولوگم، (-۱۹۴۰)، نویسنده
- موریس توئیلیر، (-۱۹۴۰)، نویسنده، استاد دانشگاه، شاعر، دیپلمات وروزنامه‌نگار
- ژرار گگان، (-۱۹۴۰)، نویسنده، ویراستار، مترجم و تاریخ‌نگار ادبیات
- ژان-لوک بنوزیگلیو، (-۱۹۴۱)، نویسنده
- ژان-پل دمور، (-۱۹۴۱)، نویسنده
- محمد خیرالدین، (۱۹۹۵–۱۹۴۱)، نویسنده
- آن-ماری سیمون، (-۱۹۴۱)، نویسنده
- ژان مارسل، (-۱۹۴۱)، نویسنده و استاد دانشگاه
- کریستیان گلی، (-۱۹۴۳)، نویسنده
- لزلی کاپلان، (-۱۹۴۳)، نویسنده و شاعر
- میشل لوارت، (-۱۹۴۳)، رمان‌نویس
- ژاک-آرنو پنان، (۱۹۹۴–۱۹۴۳)، نویسنده و روزنامه‌نگار
- جولیو-انریکو پیزانی، (-۱۹۴۳)، نویسنده
- ژان سیمونو، (-۱۹۴۳)، نویسنده
- واسیلیس الکساکیس، (-۱۹۴۴)، نویسنده
- طاهر بن جلون، (-۱۹۴۴)، نویسنده و شاعر
- برنار لنتریک، (۲۰۰۹–۱۹۴۴)، نویسنده
- دانیل دو روله، (-۱۹۴۴)، رمان‌نویس
- پل آمون، (-۱۹۴۴)، رمان‌نویس، نمایش‌نامه‌نویس و مقاله‌نویس
- دانیل پنک، (-۱۹۴۴)، رمان‌نویس
- توما دره‌تار، (-۱۹۴۵)، شاعر، نویسنده، منتقد ادبی و مترجم
- پیر میشون، (-۱۹۴۵)، نویسنده
- ژرار آدام، (-۱۹۴۵)، پزشک و نویسنده
- آلیون بادارا کولیبالی، (-۱۹۴۵)، شاعر و رمان‌نویس
- تونی دوور، (۲۰۰۸–۱۹۴۵)، نویسنده
- پاتریک مودیانو، (-۱۹۴۵)، نویسنده و فیلم‌نامه‌نویس
- مکس ژنو، (-۱۹۴۵)، نویسنده
- میشل-ژرژ میکبرت، (-۱۹۴۵)، ویراستار و نویسنده
- کتی رمی، (-۱۹۴۵)، نویسنده و شاعر
- میشل ریو، (-۱۹۴۵)، نویسنده و رمان‌نویس
- شانتال توما، (-۱۹۴۵)، نویسنده و استاد دانشگاه
- ژان آلامبر، (-۱۹۴۶)، نویسنده
- فلورانس دو بودوس، (-۱۹۴۶)، رمان‌نویس، مقاله‌نویس و تاریخ‌نگار
- رنو کامو، (-۱۹۴۶)، نویسنده، خاطره‌نویس و مقاله‌نویس
- ژان-ایو کولت، (-۱۹۴۶)، نویسنده
- آندره-ژوزف دوبوا، (-۱۹۴۶)، نویسنده
- آنژل کوسته، (-۱۹۴۶)، رمان‌نویس
- نیکول مالینکونی، (-۱۹۴۶)، نویسنده
- برنار-روژه ماتیو، (-۱۹۴۶)، نویسنده و روزنامه‌نگار
- پاتریک رامبو، (-۱۹۴۶)، رمان‌نویس
- مونیک توماستی، (-۱۹۴۶)، نویسنده و نقاش
- والری آفاناسیف، (-۱۹۴۷)، رمان‌نویس و نوازنده
- اتین باریلیه، (-۱۹۴۷)، نویسنده، فیلسوف و مترجم
- ژوئل برت، (-۱۹۴۷)، نویسنده و شاعر
- ژرژ-اولیویه شاتورینو، (-۱۹۴۷)، رمان‌نویس
- رنه فرنی، (-۱۹۴۷)، نویسنده
- گی گوفت، (-۱۹۴۷)، شاعر و نویسنده
- ژاک ژوئه، (-۱۹۴۷)، نویسنده
- ریشار خیتزین، (-۱۹۴۷)، نویسنده
- سونی لابو تانسی، (۱۹۹۵–۱۹۴۷)، نویسنده
- روبر لالوند، (-۱۹۴۷)، نویسنده، هنرپیشه و نمایش‌نامه‌نویس
- میشل لبر، (-۱۹۴۷)، نویسنده
- ژان مایه، (-۱۹۴۷)، موسیقی‌دان و نویسنده
- دانیل ماکسیمن، (-۱۹۴۷)، رمان‌نویس، شاعر و مقاله‌نویس
- هلن دو مونفران، (-۱۹۴۷)، رمان‌نویس
- ژان اشنوز، (-۱۹۴۷)، رمان‌نویس و روزنامه‌نگار
- تیرنو موننمبو، (-۱۹۴۷)، نویسنده
- پاتریک پواور داروور، (-۱۹۴۷)، روزنامه‌نگار و نویسنده
- پاتریک روژیه، (-۱۹۴۷)، نویسنده و روزنامه‌نگار
- اولیویه رولن، (-۱۹۴۷)، نویسنده
- الیزابت وناربورگ، (-۱۹۴۷)، رمان‌نویس و داستان کوتاه‌نویس
- برنار-ماری کولته، (۱۹۸۹–۱۹۴۸)، نمایش‌نامه‌نویس و طنزپرداز
- ژان-پیر پوچیونی، (-۱۹۴۸)، نویسنده
- پاسکال کنیار، (-۱۹۴۸)، نویسنده
- برونو روبر، (-۱۹۴۸)، نویسنده
- گی شارماسون، (-۱۹۴۹)، نویسنده
- دیدیه دنینک، (-۱۹۴۹)، رمان‌نویس و فیلم‌نامه‌نویس
- فیلیپ دیژان، (-۱۹۴۹)، رمان‌نویس
- میشل فراچی-پوری، (-۱۹۴۹)، نویسنده
- پاسکال گارنیه، (-۱۹۴۹)، رمان‌نویس
- ژان-کلو اوک، (-۱۹۴۹)، رمان‌نویس، منتقد هنری و تاریخ‌نگار ادبیات
- امین معلوف، (-۱۹۴۹)، نویسنده
- کریستین اوسته، (-۱۹۴۹)، نویسنده
- ژان رولن، (-۱۹۴۹)، نویسنده و روزنامه‌نگار
- سیزیا زیکه، (-۱۹۴۹)، نویسنده
- آنی دگروت، (-۱۹۴۹)، نویسنده

## سال‌های ۱۹۵۰ تا ۱۹۵۹ میلادی
- ژیل کارپونتیه، (-۱۹۵۰)، نویسنده و ویراستار
- لورانس کوسه، (-۱۹۵۰)، روزنامه‌نگار و رمان‌نویس
- ژان-پل دوبوا، (-۱۹۵۰)، نویسنده
- پیر پرن دو شاسایین، (-۱۹۵۰)، شاعر و رمان‌نویس
- عبدالحق سرهان، (-۱۹۵۰)، نویسنده و استاد دانشگاه
- فیلیپ دولرم، (-۱۹۵۰)، رمان‌نویس و داستان کوتاه نویس
- تیدیان ندیای، (-۱۹۵۰)، مردم‌شناس، اقتصاددان و نویسنده
- روژه مارتن، (-۱۹۵۰)، نویسنده و سیاست‌مدار
- ژان-کلود میشه‌آ، (-۱۹۵۰)، فیلسوف و استاد دانشگاه
- آنتوان ولودین، (-۱۹۵۰)، رمان‌نویس
- عزیز شواکی، (-۱۹۵۱)، نویسنده، رمان‌نویس و نمایش‌پرداز
- کریستیان بوبن، (-۱۹۵۱)، نویسنده
- رمضان اسعاد، (-۱۹۵۱)، نویسنده
- لمی لمان کوکو، (-۱۹۵۱)، نویسنده
- برنار سیمونه، (-۱۹۵۱)، رمان‌نویس
- حامد تیبوشی، (-۱۹۵۱)، نقاش و شاعر
- موسی کوناته، (-۱۹۵۱)، نویسنده
- سالم جی، (-۱۹۵۱)، رمان‌نویس، مقاله‌نویس و منتقد ادبی
- رنه دو سکاتی، (-۱۹۵۲)، نویسنده و نمایشنامه‌نویس
- فرانسوا امانوئل، (-۱۹۵۲)، نویسنده
- دن فرانک، (-۱۹۵۲)، نویسنده
- پرسی کمپ، (-۱۹۵۲)، نویسنده
- ژان روئو، (-۱۹۵۲)، نویسنده
- آنری ساکی، (-۱۹۵۲)، نویسنده و تاریخ‌نگار
- ژرالد تننبوم، (-۱۹۵۲)، ریاضی‌دان و رمان‌نویس
- رافائل اوبر، (-۱۹۵۳)، نویسنده و روزنامه‌نگار
- فرانسوا بون، (-۱۹۵۳)، نویسنده
- دنی لافریر، (-۱۹۵۳)، نویسنده
- ژرار کارامارو، (-۱۹۵۳)، شاعر و رمان‌نویس
- نانسی اوستون، (-۱۹۵۳)، نویسنده
- ریشار میه، (-۱۹۵۳)، نویسنده و ویراستار
- ماریاما اندویه، (-۱۹۵۳)، نویسنده
- فرانسواز اوربان-منینگر، (-۱۹۵۳)، نویسنده
- آلن بلوتیر، (-۱۹۵۴)، نویسنده
- پاتریک سنتا، (-۱۹۵۴)، نویسنده و ویراستار
- گی دارول، (-۱۹۵۴)، نویسنده و روزنامه‌نگار
- دانیل دبین، (-۱۹۵۴)، نویسنده
- طاهر جاووت، (۱۹۹۳–۱۹۵۴)، نویسنده، شاعر و روزنامه‌نگار
- اکلی تاجر، (-۱۹۵۴)، نویسنده
- لوران سگالان، (-۱۹۵۴)، رمان‌نویس
- کاترین لابوبه، (-۱۹۵۵)، نویسنده و تاریخ‌نگار
- اروه گیبر، (۱۹۹۱–۱۹۵۵)، نویسنده و عکاس
- کامارا نانگالا، (-۱۹۵۵)، نویسنده
- مرسدس دامبروسیس، (-۱۹۵۵)، نویسنده
- کارولین لامارش، (-۱۹۵۵)، نویسنده
- ژان-پیر نوگرت، (-۱۹۵۵)، رمان‌نویس و استاد دانشگاه
- ژان-پیر والوتون، (-۱۹۵۵)، نویسنده
- سرژ ونتورینی، (-۱۹۵۵)، شاعر
- اوژن ساویتسکایا، (-۱۹۵۵)، شاعر و رمان‌نویس
- ریشار بلون، (-۱۹۵۶)، شاعر
- آلن بروتون، (-۱۹۵۶)، شاعر، منتقد ادبی و ویراستار
- ژیزل پینو، (-۱۹۵۶)، نویسنده
- روبر راسین، (-۱۹۵۶)، هنرپیشه، نویسنده، نوازنده پیانو و آهنگساز
- ژان-پیر تیوله، (-۱۹۵۶)، نویسنده و روزنامه‌نگار
- لیونل ترویو، (-۱۹۵۶)، رمان‌نویس و شاعر
- عزوز بقاق، (-۱۹۵۷)، سیاست‌مدار و نویسنده
- آلن دوفوسه، (-۱۹۵۷)، نویسنده و مترجم
- مارک دوگن، (-۱۹۵۷)، رمان‌نویس
- کامیل لوران، (-۱۹۵۷)، نویسنده
- سالواتوره لومباردو، (-۱۹۵۷)، نویسنده و روزنامه‌نگار
- اروه لو تلیه، (-۱۹۵۷)، نویسنده
- آندره مکین، (-۱۹۵۷)، نویسنده
- آرنو پونتیه، (-۱۹۵۷)، نویسنده
- یوسف رزوقه، (-۱۹۵۷)، شاعر
- ژان-فیلیپ توسن، (-۱۹۵۷)، رمان‌نویس و کارگردان
- فرد وارگا، (-۱۹۵۷)، نویسنده
- پیر یرژو، (-۱۹۵۷)، نویسنده
- تیری بنستنژل، (-۱۹۵۸)، نویسنده
- آلن بونان، (-۱۹۵۸)، نویسنده
- اولیویه دولورم، (-۱۹۵۸)، نویسنده
- اریک زمور، (-۱۹۵۸)، نویسنده، روزنامه‌نگار و مقاله‌نویس
- ژان-لوک دوبار، (-۱۹۵۸)، نویسنده، متل‌نویس، مقاله‌نویس، نمایشنامه‌نویس، شاعر و روزنامه‌نگار
- فیلیپ فورنیه، (-۱۹۵۸)، نویسنده، فیلم‌نامه‌نویس و نمایشنامه‌نویس
- ژان-مارک روویر، (-۱۹۵۸)، نویسنده
- میشل ولبک، (-۱۹۵۸)، نویسنده، کارگردان و فیلم‌نامه‌نویس
- پاتریس لانوا، (-۱۹۵۸)، روزنامه‌نگار و نویسنده
- ایو لاپلاس، (-۱۹۵۸)، نویسنده
- مارک-ادوارد ناب، (-۱۹۵۸)، نویسنده، نقاش و موسیقی‌دان
- دونی روبر، (-۱۹۵۸)، روزنامه‌نگار و نویسنده
- گائتان سوسی، (-۱۹۵۸)، نویسنده و فیلسوف
- بلیندا کانون، (-۱۹۵۹)، رمان‌نویس و مقاله‌نویس
- بنوا دامون، (-۱۹۵۹)، شاعر و نویسنده
- موریس ژرژ دانتک، (-۱۹۵۹)، رمان‌نویس، مقاله‌نویس و داستان کوتاه نویس
- ماریلین دبیول، (-۱۹۵۹)، نویسنده
- مارکوس ادیگر، (-۱۹۵۹)، شاعر و مترجم
- ژروم اس، (-۱۹۵۹)، نویسنده
- آلن مارک، (-۱۹۵۹)، شاعر، نویسنده و مقاله‌نویس
- یاسمینا رضا، (-۱۹۵۹)، رمان‌نویس، نمایشنامه‌نویس و هنرپیشه
- بنژامن سه‌هنه، (-۱۹۵۹)، نویسنده
- پیر مرو، (-۱۹۵۹)، نویسنده

## سال‌های ۱۹۶۰ تا ۱۹۶۹ میلادی
- ایو ماری آدلین، (-۱۹۶۰)، نویسنده
- کارلوس آلوارادو-لاروکائو، (-۱۹۶۴)، نویسنده، شاعر، مقاله‌نویس، رمان‌نویس و استاد دانشگاه
- آن پواره، (-۱۹۶۵)، نویسنده
- برنار کومان، (-۱۹۶۰)، نویسنده
- اکزاویه آنوت، (-۱۹۶۰)، نویسنده
- آریان لو فور، (-۱۹۶۰)، نویسنده
- شریف مجدلانی، (-۱۹۶۰)، نویسنده
- ویویان مور، (-۱۹۶۰)، رمان‌نویس
- اریک امانوئل اشمیت، (-۱۹۶۰)، نمایش‌پرداز، داستان کوتاه‌نویس، رمان‌نویس و کارگردان
- فرانسوا والژو، (-۱۹۶۰)، نویسنده و استاد دانشگاه
- آن سر، (-۱۹۶۰)، نویسنده
- یینگ شن، (-۱۹۶۱)، نویسنده
- ژان-کریستوف گرانژه، (-۱۹۶۱)، روزنامه‌نگار، خبرنگار، نویسنده و فیلم‌نامه‌نویس
- تاتیانا دو روزنه، (-۱۹۶۱)، روزنامه‌نگار، نویسنده و فیلم‌نامه‌نویس
- برنارد وربر، (-۱۹۶۱)، رمان‌نویس، داستان کوتاه‌نویس و فیلم‌نامه‌نویس
- مارک لوی، (-۱۹۶۱)، نویسنده
- آنتوان بیو، (-۱۹۶۱)، نویسنده، اقتصاددان و استاد دانشگاه
- آلن بولیو، (-۱۹۶۲)، نویسنده
- پاتریک بووه، (-۱۹۶۲)، نویسنده
- فیلیپ کلودل، (-۱۹۶۲)، کارگردان و رمان‌نویس
- کوسی افوی، (-۱۹۶۲)، نویسنده
- سوفی فونتانل، (-۱۹۶۲)، روزنامه‌نگار و نویسنده
- ژان-ایو ماسون، (-۱۹۶۲)، نویسنده، مترجم، منتقد ادبی و استاد دانشگاه
- کریستیان مورل دو سارکو، (-۱۹۶۲)، نویسنده
- کوین بوکیلی، (-۱۹۶۳)، رمان‌نویس و فیلم‌نامه‌نویس
- بئاتریس امر، (-۱۹۶۳)، نویسنده
- الکسی ژنی، (-۱۹۶۳)، نویسنده و استاد دانشگاه
- استفان اودگی، (-۱۹۶۴)، نویسنده
- پیر بوترو، (۲۰۰۹–۱۹۶۴)، رمان‌نویس
- اریک شویار، (-۱۹۶۴)، نویسنده
- سیموس داغتکین، (-۱۹۶۴)، نویسنده
- فیلیپ دی فولکو، (-۱۹۶۴)، نویسنده، مقاله‌نویس، شاعر و فیلم‌نامه‌نویس
- فردریک لونورمان، (-۱۹۶۴)، رمان‌نویس
- پاتریک لووی، (-۱۹۶۴)، نویسنده و فیلم‌نامه‌نویس
- استفان ملیاد، (-۱۹۶۴)، شاعر، داستان کوتاه‌نویس و نویسنده
- هینر سلیم، (-۱۹۶۴)، کارگردان، فیلم‌نامه‌نویس، تهیه‌کننده، آهنگساز و هنرپیشه
- فیلیپ سگور، (-۱۹۶۴)، نویسنده
- اولیویا روزنتال، (-۱۹۶۵)، نویسنده رمان‌نویس و نمایش‌پرداز
- پیر گری، (-۱۹۶۵)، شاعر، نویسنده و مترجم
- فردریک بایگبدر، (-۱۹۶۵)، نویسنده، منتقد ادبی، کارگردان و مجری
- آن اسکات، (-۱۹۶۵)، نویسنده
- سدریک بانل، (-۱۹۶۶)، کارآفرین و نویسنده
- آن کالیف، (-۱۹۶۶)، نویسنده
- ژان-فیلیپ کازیه، (-۱۹۶۶)، شاعر و نویسنده
- کریستوف فیات، (-۱۹۶۶)، نویسنده و کارگردان
- اریک لوران، (-۱۹۶۶)، رمان‌نویس
- سوفی لوبیر، (-۱۹۶۶)، رمان‌نویس و روزنامه‌نگار
- آلن مابانکو، (-۱۹۶۶)، رمان‌نویس
- کریستوف ماری، (-۱۹۶۶)، روزنامه‌نگار و نویسنده
- دلفین دو ویگان، (-۱۹۶۶)، نویسنده
- لوئیک باریر، (-۱۹۶۷)، نویسنده و روزنامه‌نگار
- فیلیپ گوردن، (-۱۹۶۷)، رمان‌نویس و داستان کوتاه نویس
- کریستف ماری، (-۱۹۶۶)، روزنامه‌نگار و نویسنده
- میلیس دو کرانگال، (-۱۹۶۷)، نویسنده
- جاناتان لیتل، (-۱۹۶۷)، رمان‌نویس و مقاله‌نویس
- لوران مارگانتن، (-۱۹۶۷)، نویسنده
- لوران مووینیه، (-۱۹۶۷)، نویسنده
- الکساندر نجار، (-۱۹۶۷)، نویسنده
- ماری نادی، (-۱۹۶۷)، نویسنده
- فرانسواز نیمال، (-۱۹۶۷)، نویسنده
- آملی نوتومب، (-۱۹۶۷)، نویسنده
- ژیل سبان، (-۱۹۶۷)، نویسنده
- الکساندر برگامینی، (-۱۹۶۸)، شاعر و نویسنده
- فاتو دیومه، (-۱۹۶۸)، نویسنده
- کریستوف فره، (-۱۹۶۸)، نمایش‌نامه‌نویس، رمان‌نویس و فیلم‌نامه‌نویس
- وجدی معوض، (-۱۹۶۸)، نویسنده، هنرپیشه و کارگردان
- برایان پرو، (-۱۹۶۸)، نویسنده
- ژان لوک راهاریمانانا، (-۱۹۶۸)، نویسنده
- الیت آبکاسی، (-۱۹۶۹)، رمان‌نویس، استاد دانشگاه و فیلم‌نامه‌نویس
- لوران دو گرو، (۲۰۰۱–۱۹۶۹)، نویسنده
- ویرژینی دپانت، (-۱۹۶۹)، نویسنده و کارگردان
- لویی آمون، (-۱۹۶۹)، نویسنده
- بلاندین لو کاله، (-۱۹۶۹)، رمان‌نویس، مقاله‌نویس و استاد دانشگاه
- پیر منار، (-۱۹۶۹)، نویسنده
- یان موا، (-۱۹۶۹)، نویسنده

## سال‌های ۱۹۷۰ تا ۱۹۷۹ میلادی
- ونسان ان، (-۱۹۷۰)، نویسنده
- ژوئل اگلوف، (-۱۹۷۰)، رمان‌نویس و فیلم‌نامه‌نویس
- کریستوف اونوره، (-۱۹۷۰)، نویسنده و کارگردان
- توما پاری، (-۱۹۷۰)، نویسنده
- ممدو محمود اندونگو، (-۱۹۷۰)، نویسنده
- آنا گاوالدا، (-۱۹۷۰)، رمان‌نویس
- بئاتریس لوکا، (-۱۹۷۰)، نویسنده
- گوئنائل اوبری، (-۱۹۷۱)، رمان‌نویس و فیلسوف
- ژی‌ام ار، (-۱۹۷۱)، رمان‌نویس
- آن گودار، (-۱۹۷۱)، نویسنده
- سمیرا بلیل، (۲۰۰۴–۱۹۷۲)، نویسنده
- ماتیاس آنار، (-۱۹۷۲)، نویسنده و مترجم
- اولیویه گودفروا، (-۱۹۷۲)، رمان‌نویس
- لوران گوده، (-۱۹۷۲)،
- کارل منین، (-۱۹۷۲)، نویسنده
- والری مرژن، (-۱۹۷۲)، رمان‌نویس، هنرمند و فیلم‌ساز
- سیلون تسون، (-۱۹۷۲)، نویسنده
- رولان میشل ترامبله، (-۱۹۷۲)، نویسنده و شاعر
- کلوئه دلوم، (-۱۹۷۳)، رمان‌نویس
- مهدی بلهاج کاسم، (-۱۹۷۳)، نویسنده و فیلسوف
- استانیسلاس ولس، (-۱۹۷۳)، رمان‌نویس
- نیکولا ره، (-۱۹۷۳)، نویسنده
- تانگی ویل، (-۱۹۷۳)، رمان‌نویس
- اولیویه آدام، (-۱۹۷۴)، نویسنده
- گیوم موسو، (-۱۹۷۴)، نویسنده
- نلی آرکان، (۲۰۰۹–۱۹۷۵)، نویسنده
- میریام سیلوزو، (۱۹۹۹–۱۹۷۵)، نویسنده
- ماکسیم شاتام، (-۱۹۷۶)، رمان‌نویس
- ژان فرانسوا دووان، (-۱۹۷۸)، نویسنده
- گرگوار پوله، (-۱۹۷۸)، نویسنده

## سال‌های ۱۹۸۰ تا ۱۹۸۹ میلادی
- لیندا ماریا باروس، (-۱۹۸۱)، شاعر، ترجمه|مترجم و منتقد ادبی
- ژان باتیست دلامو، (-۱۹۸۱)، نویسنده
- ماتیو گوستولا، (-۱۹۸۱)، شاعر، عکاس و پیانیست
- دومینیک بلاوانس، (-۱۹۸۲)، رمان‌نویس
- آریل کونیگ، (-۱۹۸۳)، نویسنده، نمایش‌نامه‌نویس و فیلم‌نامه‌نویس
- فائزه گوئن، (-۱۹۸۵)، رمان‌نویس، فیلم‌نامه‌نویس و کارگردان

## سال‌های ۱۹۹۰ تا ۱۹۹۹ میلادی
- مارین دفالور، (-۱۹۹۲)، نویسنده